# 中沢岩太
中沢 岩太（なかざわ いわた、1858年5月12日（安政5年3月29日） - 1943年（昭和18年）10月12日）は、明治から大正時代の日本の応用化学者。帝国学士院会員。工学博士。京都帝国大学理工科大学初代学長、京都高等工芸学校初代校長を務めた。大学教授のほか、官庁の役職や民間企業の顧問も務め、官民学で黎明期の日本の無機化学工業（主に酸・アルカリ工業やガラス工業）を指導し、発展に寄与した。また、日本の近代窯業の育ての親であるワグネルのもとで陶芸の染料研究に従事したほか、自らも趣味で日本画を描き美術展の審査員を務めるなど、化学者である一方美術工芸にも深い関わりを持ち、日本の美術工芸の近代化・発展に功績を残した。特に京都時代には、京都陶磁器試験場顧問や京都高等工芸学校長を務め、浅井忠とともに「京都四園」と「関西美術院」を設立するなど京都の美術工芸界に大きな影響を与えた。高野連の会長を長く務めたことで知られる応用化学者の中澤良夫の父。

## 経歴
少年時代
1858年5月12日（安政5年3月29日）、越前国福井城下御舟町にて福井藩士中沢甚兵衛の長男として生まれた。幼名は東重郎で、1864年（文久4年） 岩太と改名した。幼少時、福井藩士・田川の私塾で漢書、習字を学び、田川の引退後は塾を預かった芳賀真咲（芳賀矢一の父）に就いて学んだ。1870年2月（明治3年1月）、父・七平が老年のため隠居し、家督を継いだ。この頃、藩からドイツ語修業生を命じられて外国語を学修した。また、1871年（明治4年）には福井藩の藩校明新館でグリフィスが物理・化学を教えていたが、岩太は聴講の資格がないのにもかかわらず教室に入って聴講していたところ、偶々学科の質問に正規の聴講生以上の答えを述べたため聴講が黙認されるようになった。この頃から、物理、化学、数学の授業に興味を持ち学科の聴講を欠かさぬようになった。1872年1月（明治4年12月）にグリフィスに同行して上京した。
修学時代
東京に着いた岩太は、1872年（明治5年1月中旬）、大学南校（東京大学の前身）に入学した。1876年（明治9年）には東京開成学校予科を終了して化学科に入学した。その夏には、地質学修業のためナウマンにしたがって浅間山、立山、磐梯山等に登った。1879年（明治12年） 7月、旧東京大学理学部化学科を首席で卒業した。卒業論文の題目は"Chemistry of Copper Smelting in Japan"で、卒業式後、アトキンソン、ジクソンと共に中央日本を縦断し、大日川から白山に登った。卒業後は助教に準じられ、アトキンソンのもとで日本酒の醸造について研究した。1880年（明治13年）には東京化学会会長を務めた。1881年（明治14年）7月にアトキンソンがイギリスに帰国し、代わってドイツ人のワグネルが教鞭を執ることになった。岩太は東大の助教に任命され、ワグネルのもとで陶器、玻璃の研究に従事し、窯業について造詣を深めた。
海外留学・帝大教授時代
1883年（明治16年）、岩太は文部省官費留学生としてドイツに留学することになった。9月21日に日本を出発して11月10日にはベルリンに到着し、ドイツではベルリン大学に入学した。入学後は工科大学（Technische Hochschule）、鉱山大学の講義も聴講したほか、ベルリンおよびマイセンの国立陶磁器研究所に入所しての実地調査も行った。1886年（明治19年）末に3年の留学期間を終え帰国の途に就き、翌年3月2日に無事帰国した。帰国後、1887年（明治20年）3月17日に松井直吉の後任として帝国大学工科大学教授に就任した。帝大工科大学教授時代は本務（工科大学教授）に加えて、1887年（明治20年）11月に印刷局抄紙部の製造事業の嘱託、1890年（明治23年）2月に御料局佐渡支部付属王子硫酸製造所の事業嘱託（1891年（明治24年）に同製造所長）、1892年（明治25年）に工手学校（現工学院大学）第二代校長を務めるなど多方面で日本の無機化学工業の分野で指導的役割を果たし、硫酸・ソーダ工業の改良発展に尽力した。1891年（明治24年）、工学博士の学位を授与された。
京都時代
1897年（明治30年）5月初、蜂須賀文部大臣に呼び出された岩太は、新大学の理工科大学長就任を相談され、これを受諾した。推薦したのは濱尾総長、古市工科大学長であった。同年9月から土木・機械両学科を開校し授業を行うことが決まっていたため、岩太は内命と同時に京都へ出張し、急いで準備にあたった。1897年（明治30年）6月28日、京都帝国大学理工科大学の創設に伴い初代学長に就任した。就任に伴い、7月には工手学校の校長を辞任した（なお、工手学校とは顧問として継続した）。京都帝大理工科大学長としては、それまで東京帝国大学のみしかなかったところに新たに設立されたということで、特色ある学風を育てたいという人々の要望に応え、制度の制定等に独自の工夫を凝らして思い切った革新の気鋭で進めた。中でも岩太が行った大きな功績は、東京帝国大学で採用されていた学年制を改めて、現在多くの大学で採用されている講座制を率先して採用し、在学年限の最短と最長を定めたことにある。これは、学生の人格を認め、個性を尊び、真理愛好の精神を高めようとする岩太の考えによって制定されたものである。1907年（明治40年）3月31日、京都帝国大学名誉教授の称号を授けられた。
1900年（明治33年）4月に第三高等工業学校（後に京都高等工芸学校と改称）の創立委員となり、7月にはパリ万国博覧会の出品調査と実業学校視察のためフランスへ派遣され、翌年2月帰国した。このとき、明治期を代表する洋画家として知られる浅井忠（当時、東京美術学校教授）も洋画研究でパリ万博に派遣されており、正木直彦（東京美術学校長）を通じて浅井と出会う。図案（デザイン）の重要性を自覚した二人は意気投合し、浅井は京都高等工芸学校図案科教授の就任を快諾した。
1902年（明治35年）4月16日、新設された京都高等工芸学校（現京都工芸繊維大学）の初代校長に就任（京都帝国大学理工科大学教授兼任）した。岩太は浅井を教授に招き、浅井らとともに学校教育だけでなく京都の工芸界でも活動を行い、1903年（明治36年）に「遊陶園」（陶磁作家の研究会）、1906年（明治39年）に「京漆園」（漆作家の研究会）、1913年（大正2年）に「道楽園」（染織作家の研究会）、1920年（大正9年）に「時習園」（若手作家の研究会）のいわゆる「京都四園」を結成（四園とも岩太が園長を務めた）、1906年（明治39年）には関西美術院を設立し顧問に就任した。なお、院長には浅井が就任したが、初代院長・浅井が1907年（明治40年）12月に死去したため直ちに二代院長に就任し、翌年6月に退任した。
1918年（大正7年）満60歳に達し、7月に京都高等工芸学校の校長を辞任して同校の名誉教授に就任した。退官に際し、学生への講話の手帳をまとめた「工場技術者之心得」および「青年技術者之心得」を著した。退官後、老後の仕事として1926年（大正15年）以来自ら旭漆の研究応用を始めた。
1943年（昭和18年）10月12日午前9時25分、死去。

## 著書
- 『工場技術者之心得』1918年。doi:10.11501/956600。
- 『青年技術者之心得』1918年。doi:10.11501/957417。
- 『旭漆応用工芸塗飾新法』1935年。doi:10.11501/1258437。

## 趣味・人物
- 学生時代には、学生間で「交り善し」、「見綺麗な人」、「色の白い人」の三対の一人にあてられていた[38][39]。
- ドイツ留学の頃は粗衣粗食で生活費を節約して、必要な書籍の購入や休暇中の各地の旅行の費用に充てていた。渡辺渡博士と一緒に旅行した際、互いに費用の少なさを競ったことがある[15][14]。
- 1895年（明治28年）頃から狩野友信に就いて日本画を学び始めた。師匠を自宅に迎えて稽古していたが、先生に来てもらうのに自分一人では申し訳ないと、江守譲吉や平野耕輔などと一緒に勉強していた[35]。職務に忙殺され修業が進まなかったものの、京都に赴任後、四条派の前田玉英のもとで熱心に修業した[40]。
- 京都高等工芸学校長時代には、洋画の画法習得を志し、浅井忠の勧めで水彩画の修業を始め、その後油絵の修業にも励んだ[40]。
- 1907年（明治40年）に設立された文展では、それまで博覧会の類の経験が豊富であったことや、美術的趣味に理解があり（当時自然科学者で絵画の素養がある人物は稀であった）相当の識見も持っていたことから、日本画・洋画・彫刻各部の審査において重用された[41]。
- 1925年（大正14年）頃から蓑虫細工を始めた。別府に避寒していたときに、知人から蓑虫細工の手提げ袋を贈られたことがきっかけ[41]。蓑虫は元来害虫とされており、これを加工して実用品に利用すれば害虫駆除の一策になると考えた[42]。
- 余技のうちでも囲碁や玉突を愛好したが、相手が要るのと、老人だからといって相手に負けてもらったりなど人に迷惑をかけることが少なくない、との理由で止めた[43][44]。
- 82歳で目を悪くし、長い間楽しんできた余技ができなくなったため、謡を始めた[42][44]。

## 栄典・授章
位階
- 1890年（明治23年）3月25日　正七位[45]
- 1892年（明治25年）3月14日　従六位[46]
- 1895年（明治28年）10月21日　正六位[47]
- 1898年（明治31年）4月30日　従五位[48]
- 1898年（明治31年）9月10日　正五位[49]
- 1903年（明治36年）3月18日　従四位[50]
- 1917年（大正6年）5月21日　従三位[51]
- 1918年（大正7年）8月10日　正三位[52]

勲章等
- 1890年（明治23年）11月1日　藍綬褒章[53][注釈 9]
- 1894年（明治27年）3月9日　大婚二十五年祝典之章
- 1896年（明治29年）3月26日　藍綬褒章[55][注釈 10]
- 1899年（明治32年）6月20日　勲四等瑞宝章[57]
- 1903年（明治36年）6月26日　勲三等瑞宝章[58]
- 1903年（明治36年）12月14日　旭日中綬章[59][注釈 11]
- 1911年（明治44年）6月28日　勲二等瑞宝章[61]
- 1915年（大正4年）11月10日　大礼記念章（大正）[62]
- 1918年（大正7年）7月18日　勲一等瑞宝章[63]
- 1928年（昭和3年）11月10日　大礼記念章（昭和）

## 博覧会・展覧会
- 1887年（明治20年）　東京府工芸品共進会出品審査員
- 1890年（明治23年）　第三回内国勧業博覧会審査官
- 1895年（明治28年）　第四回内国勧業博覧会審査官
- 1903年（明治36年）　第五回内国勧業博覧会評議員・審査部長
- 1907年（明治40年）　美術審査委員会委員（第一・第二部員）
- 1908年（明治42年）　日本大博覧会評議員
- 1909年（明治42年）　日英博覧会評議員
- 1907年（明治40年）　美術審査委員会委員（第三・第二部員）・第三部主任
- 1913年（大正2年）　第一回図案及応用作品展覧会審査委員